# Moselle Open 2014
Moselle Open 2014 — тенісний турнір, що проходив на кортах з твердим покриттям у місті Мец, Франція з 15 вересня. Належав до категорії ATP World Tour 250.

## Фінальна частина

### Одиночний розряд
Давід Ґоффен —  Жуан Соуза 6–4, 6–3

### Парний розряд
Маріуш Фирстенберг /  Марцин Матковський —  Марін Драганя /  Генрі Контінен 6–7(3–7), 6–3, [10–8]